# Shigella
Shigella – rodzaj bakterii Gram-ujemnych.
Bakterie te powodują zatrucia pokarmowe (czerwonka). Jedynymi rezerwuarami bakterii są człowiek oraz małpy.
Po raz pierwszy bakterie z tego rodzaju zostały wyizolowane i opisane w roku 1897 przez japońskiego mikrobiologa Kiyoshiego Shigę.

## Biologia

### Morfologia i fizjologia
Są to  Gram-ujemne, nieurzęsione, nieporuszające się, względnie beztlenowe pałeczki. Są chemoorganotrofami uzyskującymi energię w procesach fermentacji bądź oddychania komórkowego. Optymalna temperatura rozwoju i hodowli wynosi 37oC.

### Profil biochemiczny
Bakterie rodzaju Shigella katabolizują glukozę i inne cukry proste z wytworzeniem kwasu, a niektóre szczepy także z wytworzeniem gazu. Nie posiadają oksydaz, posiadają katalazę. Wytwarzanie indoli jest zmienne w zależności od szczepu. Nie wytwarzają siarkowodoru, nie hydrolizują mocznika, nie wykorzystują malonianów, nie wzrastają w obecności cyjanku potasu, redukują nitraty. Fermentują D-mannitol i D-mannozę.

## Klasyfikacja
Wyróżnia się cztery serogrupy:
- A – Shigella dysenteriae
- B – Shigella flexneri
- C – Shigella boydi
- D – Shigella sonnei

## Czynniki zjadliwości
Czynnikami wirulencji bakterii z grupy Shigella jest LPS oraz plazmid zjadliwości PAI, odpowiedzialny za wnikanie do komórek nabłonka i makrofagów. Najbardziej patogenny szczep, Shigella dysenteriae typu I wytwarza ponadto cytotoksynę Shiga. Do wywołania zakażenia wystarczy spożycie 100 bakterii.

## Patogeneza
Zakażenie jest ograniczone do błony śluzowej i tkanki podśluzowej okrężnicy. Spożyta bakteria wnika do błony śluzowej i powoduje jej owrzodzenie. Skutkiem jest krwawa biegunka ze śluzem i ropą.

## Objawy kliniczne
Czerwonka zwykle objawia się silnymi, kurczowymi bólami brzucha i częstym, bolesnym oddawaniem małej ilości stolca, zawierającego krew i śluz.

## Diagnostyka i leczenie
Materiałem diagnostycznym pobieranym do hodowli jest kał i wymazy odbytnicze z owrzodzeń śluzówki.
Do hodowli Shigella stosuje się specjalne podłoża (np. agar SS).
Leczenie objawowe za pomocą płynów.
Wobec bakterii aktywność zachowują β-laktamy, kotrimoksazol, fluorochinolony, cefalosporyny II i III generacji.